# Fransje Gomes
Francis Johanna Margreta (Fransje) Gomes (23 mei 1921 - 17 augustus 2004) was een Surinaamse drummer, zangeres en liedjesschrijver. Ze was orkestleider van meerdere wintigroepen en was een van de eerste vrouwelijke artiesten in de Surinaamse muziekwereld. Ze ontwikkelde haar eigen drumstijl, de skratjie, en legde de basis onder de kasekomuziek.

## Biografie

### Jeugd en werk
Gomes werd in 1921 geboren en moest vanaf haar dertiende zorgen voor haar eigen levensonderhoud. Naar eigen zeggen zou ze hiervoor alle geledingen van de maatschappij hebben gevonden, uitgezonderd criminaliteit en prostitutie. Terwijl ze een onvoorwaardelijke passie voor de muziek had, heeft ze naast de optredens en repetities altijd gewerkt. Ze verkocht loten en kranten op straat, maakte haar eigen kleding, legde overledenen af bij een begrafenisondernemer, had verschillende baantjes bij de overheid en bouwde haar eigen huis in Flora waarvoor ze de stenen zelf bakte.

### Ontwikkeling eigen stijl
Sinds het begin van haar carrière richtte ze zich op wintimuziek. Ze zag het als haar plicht om de liederen op te voeren zoals haar voorouders deze volgens haar hadden bedoeld, zodat ze puur en zuiver overgeleverd zouden worden aan de volgende generaties. Hierdoor liet ze blaasmuziek uit bepaalde liederen achterwege, omdat ze wist dat die in de oorspronkelijke context ongepast zou zijn geweest. De zang leerde ze van Nelly Slagtand en het bespelen van verschillende drums van marrons langs de bovenloop van de Surinamerivier in Cottica en Saramacca. Tijdens haar muziekcarrière leerde ze meerdere percussie-instrumenten bespelen en ontwikkelde ze zich als liedjesschrijver.
Ze is de ontwikkelaar van de drumstijl skratjie geweest. Ze was orkestleider van meerdere wintigroepen waarin een belangrijke plaats was weggelegd voor skratjie en koperblazers. Ze had een bijzondere voorkeur voor de tuba. Hierdoor was ze van directe invloed op de overgang van de kawinamuziek naar de kaseko, waarin een rol is weggelegd voor vollere blaasmuziek en elektrische gitaars. In de jaren zeventig van de 20e eeuw groeide ze uit tot een van de grote namen in de Surinaamse muziek.

### Invloed
Ze was van invloed op latere artiesten die haar stijl volgden, zoals Patrick Tevreden van de band Sukru Sani. Ook inspireerde ze de leden van The Cosmo Stars in hun voorkeur voor het zingen in het Saramaccaans. In haar latere rol voor de muziekschool NAKS Mi Agida gaf ze haar kennis door aan jongeren (een agida is een grote trom).
Fransje Gomes was vijftig jaar actief in de muziekwereld en werd uiteindelijk wel de oudste vrouwelijke drummer ter wereld genoemd. In 1998 werd ze onderscheiden als Grootmeester in de Ere-Orde van de Palm, in 2002 met de Bigi Misi Oorkonde door de vereniging Poku Mati en in 2003 met de Jaggernath Lachmon Award door Kwakoe Amsterdam. Daarnaast ontving ze nog de Masra Pokuman van Surinaamse musici. Postuum werd ze voor het kalenderjaar 2018 opgenomen in de eerste Iconenkalender van NAKS.
Fransje Gomes overleed op 17 augustus 2004; ze is 83 jaar oud geworden.